# Aszani
Aszani (arab. عشاني) – wieś w Syrii, w muhafazie Aleppo, w dystrykcie Afrin. W 2004 roku liczyła 193 mieszkańców.